# 刘珂矣
刘珂矣（英語：Liu Keyi，1983年6月17日—），黑龙江人，中国大陆女歌手、国风歌者及音樂唱作人，被誉为「禅意歌者」，开创了禅意中国风的音乐类别。

## 经历
2014年5月8日，刘珂矣發佈首支中國風單曲《忘塵谷》。
2016年1月5日，刘珂矣推出個人首張中國風全創作音樂專輯《半壺紗》，共收录9首歌曲和对应的9首轻音乐，当中歌曲包括《忘尘谷》、《半壶纱》、《芙蓉雨》、《一袖云》、《泼茶香》、《月满弦》、《风筝误》、《缥缃醉》及《花又开》。
2016年7月24日，刘珂矣在由中国文化部艺术发展中心、中国茶道网、丽江市茶艺职业培训学校联合主办的“2015-2016寻找最美茶艺师”全国茶艺技能大赛中獲頒「禪茶藝術推廣大使」榮譽稱號。
2017年1月5日，刘珂矣在北京工人体育馆出席“2016酷狗直播·繁星音乐盛典”，獲頒「年度二次元新鋭藝人」榮譽獎項。
2021年1月，刘珂矣獲頒《第十二屆華語金曲獎》「最佳國風藝人」獎項。